# Safe (Nico Santos)
Safe è un singolo del cantante tedesco Nico Santos, pubblicato il 1º giugno 2018 come secondo estratto dal primo album in studio Streets of Gold.

## Tracce
Testi e musiche di Nico Santos, Jamie Hartmann, Konstantin Scherer e Vincent Stein.
Download digitale
1. Safe – 3:25

Download digitale – Deepend Remix
1. Safe (Deepend Remix) – 3:15
2. Safe (Deepend Remix / Extended Version) – 4:21

Download digitale – Acoustic Version
1. Safe (Acoustic Version) – 3:06

## Formazione
Musicisti
- Nico Santos – voce, pianoforte, cori
- Biztram – programmazione, tastiera
- Djorkaeff & Beatzarre – programmazione, tastiera
- Kiko Masbaum – pianoforte aggiuntivo, programmazione aggiuntiva
- Catharina Schorling – tromba, trombone, pianoforte, arrangiamento delle corde, cori
- Benjamin Bistram – arrangiamento delle corde
- Stefan Heinrich – basso, chitarra, chitarra elettrica
- Jamie Hartmann – cori
- Elias Hodjeus – cori

Produzione
- Biztram – produzione
- Djorkaeff & Beatzarre – produzione, registrazione
- Alexander Beitzke – registrazione
- Bradley Spence – registrazione
- Jamie Hartmann – registrazione
- Kiko Masbaum – missaggio
- Waldemar Vogel – assistenza al missaggio, editing
- Sascha "Busy" Bühren – mastering

## Classifiche
| Classifica (2018) | Posizione massima |
| ----------------- | ----------------- |
| Austria           | 23                |
| Germania          | 24                |
| Svizzera          | 36                |